# Philipp Wilhelm Otterbein

Philipp Wilhelm Otterbein

Philipp Wilhelm Otterbein (englisch: Philip William Otterbein; * 3. Juni 1726 in Dillenburg, Fürstentum Nassau-Dillenburg; † 17. November 1813 in Baltimore, Maryland) war ab 1749 ein deutsch-amerikanischer reformierter Prediger, ab 1752 ein evangelischer Missionar in Pennsylvania und Maryland, den englischen Dreizehn Kolonien Nordamerikas, und 1789 einer der Gründer der Kirche der Vereinigten Brüder in Christo (englisch: Church of the United Brethren in Christ).

## Leben und Wirken
Otterbein ist ein Sohn des Pfarrers und Lehrers Johannes Daniel und seiner Frau Henrietta Otterbein, der am 2. oder 3. Juni 1726, je nach Quellen, geboren wurde. Er hatte neun Geschwister, wovon fünf Brüder waren, die ebenfalls Pfarrer wurden wie er. Er studierte an der Reformierten Universität Herborn, wo er calvinistisch und pietistisch beeinflusst und geprägt wurde. Nach seiner 1749 erfolgten Ordination zum reformierten Geistlichen wanderte er 1752 auf Einladung des Pietisten Michael Schlatter (1718–1790) nach Nordamerika aus. Er diente als Missionar und in mehreren Gemeinden als Prediger in der Stadt Lancaster und im Lancaster County in Pennsylvania. 1770 kehrte er nochmals für kurze Zeit nach Deutschland zurück. Von 1773 bis zu seinem Tod 1813 war er Pfarrer der Second Evangelical Reformed Church in Baltimore in der Kolonie Maryland, wo er durch Vermittlung des Methodistenpredigers Francis Asbury auf Benedict Schwope folgte.
1767 oder 1768 kam es zu einer folgenreichen Begegnung mit dem mennonitischen Prediger Martin Boehm (1725–1812), der in der Scheune von Isaac Long in Lancaster predigte. Otterbein entdeckte dabei eine brüderliche Verbundenheit und drückte sie ihm gegenüber aus. Das war der Beginn einer engen Zusammenarbeit und Freundschaft, die sie jedoch von ihren jeweiligen Herkunftskonfessionen entfremdeten. Während Boehm von der mennonitischen Kirche ausgeschlossen wurde, blieb Otterbein reformierter Pfarrer, schloss sich aber innerlich eng an die neu entstehende Bischöfliche Methodistenkirche an. Er gründete Gebetsversammlungen, und mit Asbury führte er zweisprachige evangelistische Versammlungen durch. Er war zudem 1784 an der Weihnachtskonferenz in der Lovely-Lane-Kapelle in Baltimore zur Gründung dieser Kirche und an der Wahl und Einführung des ersten methodistischen Bischofs Francis Asbury, seines Freundes, beteiligt.
Mit Boehm zusammen bildete er ab 1789 die Kirche der Vereinigten Brüder in Christo, die seit 1869 auch nach Deutschland hinüberreichte. Am 29. September 1800 wurden Boehm und er an der ersten Jahreskonferenz zu Bischöfen dieser neuen Kirche bestimmt.
Am 2. Oktober 1813, an der Jahreskonferenz der Kirche der Vereinigten Brüder in Christus für Ohio, Pennsylvania und Kentucky, bat Otterbein um mehr Pastoren. Durch William Ryland, einen methodistischen Ältesten, wurden drei junge Pastoren ordiniert. Nur wenige Wochen darauf starb Otterbein am 17. November 1813. Francis Asbury leitete den Gedenkgottesdienst für seinen Freund. Otterbein wurde neben der Second Evangelical Reformed Church, wo er vierzig Jahre gedient hatte, begraben. Sie wurde später in The Otterbein Church und The Old Otterbein United Methodist Church umbenannt.

## Ehrungen und Gedenken
Nach Otterbein wurden benannt:
- Die Otterbein Church in Baltimore, Maryland.
- Die Otterbein Church in Evans, West Virginia.
- Das Otterbein College in Westerville, Ohio.[8]